# Can Pla (Castellgalí)
Can Pla és una obra de Castellgalí (Bages) inclosa a l'Inventari del Patrimoni Arquitectònic de Catalunya.

## Descripció
Les construccions més importants que formen aquesta masia, s'organitzen al voltant d'un pati tancat i foren construïdes en diferents èpoques com ho demostra l'estrany joc de teulades. La porta de l'entrada principal té una llinda de pedra que també s'observa en la majoria de les obertures. Entre les obertures destaquen els balcons. A l'exterior s'ha de citar l'era i una bassa, ambdues fetes de pedra.